# Лютославиці-Жондове
Лютославиці-Жондове (пол. Lutosławice Rządowe) — село в Польщі, у гміні Ґрабиця Пйотрковського повіту Лодзинського воєводства.
Населення — 284 особи (2011).
У 1975-1998 роках село належало до Пйотрковського воєводства.

## Демографія
Демографічна структура станом на 31 березня 2011 року:
|          | Загалом | Допрацездатний вік | Працездатний вік | Постпрацездатний вік |
| -------- | ------- | ------------------ | ---------------- | -------------------- |
| Чоловіки | 142     | 37                 | 90               | 15                   |
| Жінки    | 142     | 30                 | 82               | 30                   |
| Разом    | 284     | 67                 | 172              | 45                   |